# Vazgen Sargsyan
Vazgen Sargsyan (em arménio Վազգեն Սարգսյան, 5 de março de 1959 – 27 de outubro de 1999) foi Primeiro-ministro da Arménia, eleito pelo Partido Republicano da Armênia de 11 de Junho de 1999 a 27 de Outubro do mesmo ano, quando ele e quatro outros políticos arménios foram assassinados em pleno parlamento da Arménia. Foi também um conhecido líder militar durante a guerra do Nagorno-Karabakh, em 1992 organizou e dirigiu o batalhão "Mahaparts", além de ter sido o primeiro Ministro da Defesa da Arménia.